# Johannes
Johannes, mansnamn av hebreiskt ursprung, med betydelsen 'Gud Jehova/Jahve har förbarmat sig'. 
Namnets popularitet i Sverige ökade i slutet av 1950-talet. De senaste åren har trenden planat ut, men namnet är fortfarande vanligt bland nyfödda. Kring förra sekelskiftet var namnet också populärt, men inte i lika hög grad som nu. Det har aldrig funnits med på någon 10-i-topplista de senaste 100 åren, men om man lägger ihop alla varianterna nedan är det troligtvis det allra vanligaste mansnamnet i den kristna världen. Den 31 december 2008 fanns det totalt 30 712 personer i Sverige med namnet, varav 9 110 med det som tilltalsnamn. År 2003 fick 631 pojkar namnet, varav 217 fick det som tilltalsnamn. I Finland fanns vid slutet av 2009 239 945 män med namnet, samt cirka 20 kvinnor.
Namnsdag: i Sverige 27 december. I den finlandssvenska namnsdagslängden har Johannes namnsdag 24 juni sedan 1950.

## Varianter
Johannes är ett av de mansnamn som givit upphov till flest variationer; Johan, Jan, Hannes, John, Jon, Jöns och Jens är alla varianter eller kortformer som förekommer i germanska språkområden. I romanska språkområden finns former som Ioannes (latin), Juan (spanska), Giovanni (italienska) och Jean (franska). Namnet Ivan är den ryska formen av Johannes.
Andra varianter är 
- Django (romani)
- Evan och Ifan (walesiska)
- Hampus (svenska)
- Hans (tyska, nederländska)
- Hovhannes är en transkription av Հովհաննես (armeniska)
- Ian (skotska)
- Ioannes, Ioannis och Iohannes är transkriptioner av Ιωάννης (grekiska)
- Ioannes (latin)
- Janne (svenska)
- Jānis (lettiska)
- János (ungerska)
- Jens (danska, norska)
- João (portugisiska)
- Johann (tyska)
- John (engelska)
- Jonas (litauiska)
- Juha Juhana Juhani Jukka Jussi (finska)
- Sean (irländska)

## Bibliska personer med namnet Johannes
- Johannes Döparen – en judisk asketisk domsprofet som verkade i slutet av 20-talet e.Kr
- Evangelisten Johannes – en av Jesu tolv apostlar,

## Helgon med namnet Johannes
- Johannes av Korset

### Senare, ecklesiastika helgon
- Johannes Chrysostomos (347-407)
- Johannes Cassianus (c. 360-433)
- Johannes I (523-526)
- Johannes från Damaskus (c. 676-749)
- Johannes från Rila (876 - c. 946), även känd som Ivan Rilski
- Johannes Nepomuk (c. 1340-1393)
- Giovanni da Capistrano (1386-1456)
- John Fisher (1469-1535)
- Johannes av Gud (1495-1550)
- Johannes av Korset (1542-1591)
- Johannes Bosco, född Giovanni Melchior Bosco (1815-1888)

## Andra Johannes
- Johannes, metropolit
- Johannes, usurpator, romersk kejsare 423–425
- Johannes, svensk ärkebiskop
- Johannes Aavik, estnisk estet och språkman
- Johannes Antonsson, politiker (C), statsråd, landshövding
- Johannes Anyuru, svensk författare
- Johannes Brahms, tysk tonsättare
- Johannes Brost, svensk skådespelare
- Johannes Edfelt, författare
- Johannes Ekman, kulturjournalist
- Johannes Ewald, dansk poet och psalmförfattare
- Johannes Gutenberg, tysk uppfinnare, "boktryckarkonstens fader"
- Johannes Hansen, dansk formgivare/skulptör
- Johannes Hellner, jurist, ämbetsman, politiker, statsråd
- Johannes V. Jensen, dansk författare och nobelpristagare 1944
- Johannes Kepler, tysk astronom
- Johannes Kotkas, estnisk-sovjetisk brottare
- Johannes Lindblom, professor i exegetik, rektor vid Lunds universitet
- Johannes Norrby, sångare, kördirigent, konserthuschef
- Johannes Paulson, filolog, högskolerektor
- Johannes Rau, tysk förbundspresident
- Johannes Rosenrod, kyrkmålare
- Johannes Rudbeckius, biskop
- Johannes Stark, tysk fysiker, nobelpristagare
- Johannes Steen, norsk politiker, statsminister
- Johannes Steenstrup, dansk historiker
- Johannes Vermeer (kallade Jan Vermeer), nederländsk målare
- Johannes Virolainen, finländsk politiker, statsminister
- Johannes Wulff, dansk författare och poet